# Національний історико-археологічний заповідник «Ольвія»
Національний історико-археологічний заповідник «Ольвія» — комплекс пам'яток відомого античного міста-держави Ольвії в Миколаївській області біля села Парутине.
Відстань від заповідника до Миколаєва становить 40 км, до Очакова — 30 км.

## Історія створення
Наприкінці XVIII століття академік П. С. Палас і письменник П. І. Сумароков довели, що городище на березі Бузького лиману — це і є останки міста Ольвії, описаного в стародавній хроніці. Першу точну картину міста склав академік П. І. Кеппен у 1848—1853 роках, а вчений О. С. Уваров (1848—1853 рр.) очолив археологічну експедицію, що стало, по суті, початком професійного дослідження Ольвії. Великий внесок в її вивчення зробив відомий археолог Б. Ф. Фармаковський.
Систематичні розкопки розпочалися на початку ХХ ст. під керівництвом Б. Ф. Фармаковського, Л. М. Славіна. Значний внесок у дослідження Ольвії зробили академік І. І. Мєщанінов, науковці С. Д. Крижицький та Н. О. Лейпунська, учені Болгарії, Польщі, Англії.
Статус заповідника Ольвія набула у 1926 році. З 1938 року заповідник перебуває у складі Інституту археології. У 2002 році йому надано статус національного.
З 1970-х років у заповіднику систематично провадяться роботи з консервації та реставрації архітектурно-будівельних залишків, а також охоронні розкопки ділянок, яким загрожує знищення водами лиману.
У різні роки заповідник очолювали Л. М. Славін, Н. І. Богатирьова, С. Д. Крижицький, А. І. Кудренко, В. І. Яковенко. З 1988 року директор заповідника — Галина Сергіївна Лисікова.

## Склад заповідника
Територія заповідника включає городище і некрополь стародавньої Ольвії. До складу заповідника також входить острів Березань, де існувало найдавніше в Північному Причорномор'ї давньогрецьке поселення. Острів Березань лежить у Чорному морі, за 12,8 км на південний захід від Очакова.
Городище утворює трикутник між Північною, Заячою балками та лиманом. Воно складається з трьох частин: верхнього міста, терасного міста, площею 30 га, та нижнього міста. Нижнє місто з портом, площею понад 25 га, затоплене водами Бузького лиману.
Некрополь (місто мертвих) Ольвії займає площу близько 300 га і знайомить нас з різноманітними типами поховань і споруд для цього.
Цікавою в Північному Причорномор'ї є ольвійська система водопостачання. Тут збереглися резервуари для води, фрагменти кам'яного жолоба, по якому вода подавалася за допомогою так званого сифона до побутових споруд. Типовою для стародавнього архітектурного ансамблю є Агора — майдан розміром близько тисячі квадратних метрів. Навколо нього розміщувались торгові, адміністративні, культурні, навчальні та спортивні споруди.
Заповідник має власний музей, фонди археологічних матеріалів (понад п'ятдесят тисяч одиниць зберігання), наукову бібліотеку, експозицію архітектурно-будівельних залишків античної доби. Експонуються залишки фортечних мурів, житлових кварталів, римської цитаделі, Західного та Центрального теменосів, поховальних склепів та ін.

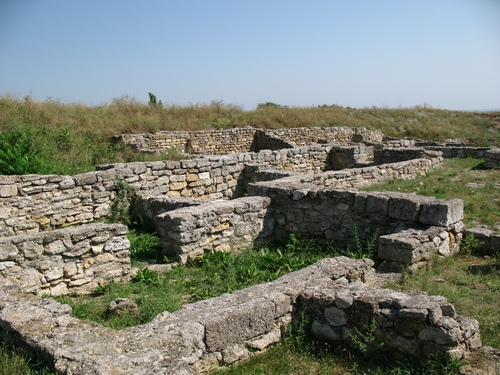
Залишки старовинного кварталу
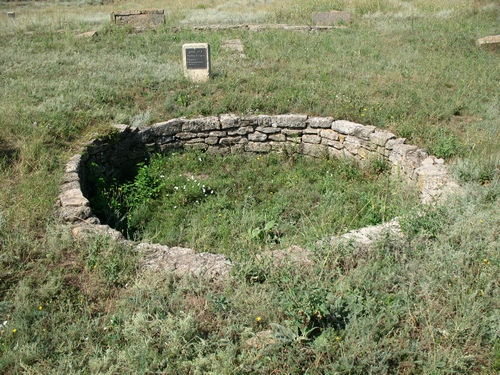
Землянки були першими житловими спорудами Ольвії
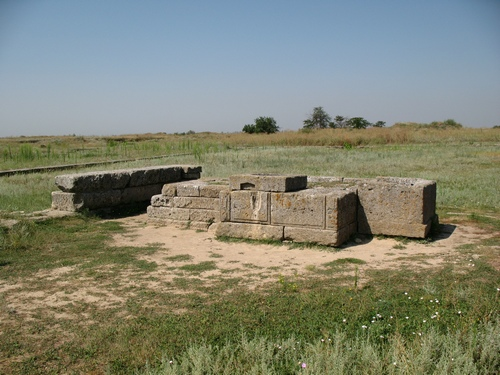
Головний вівтар у формі хреста, що розташований перед храмом Аполлона
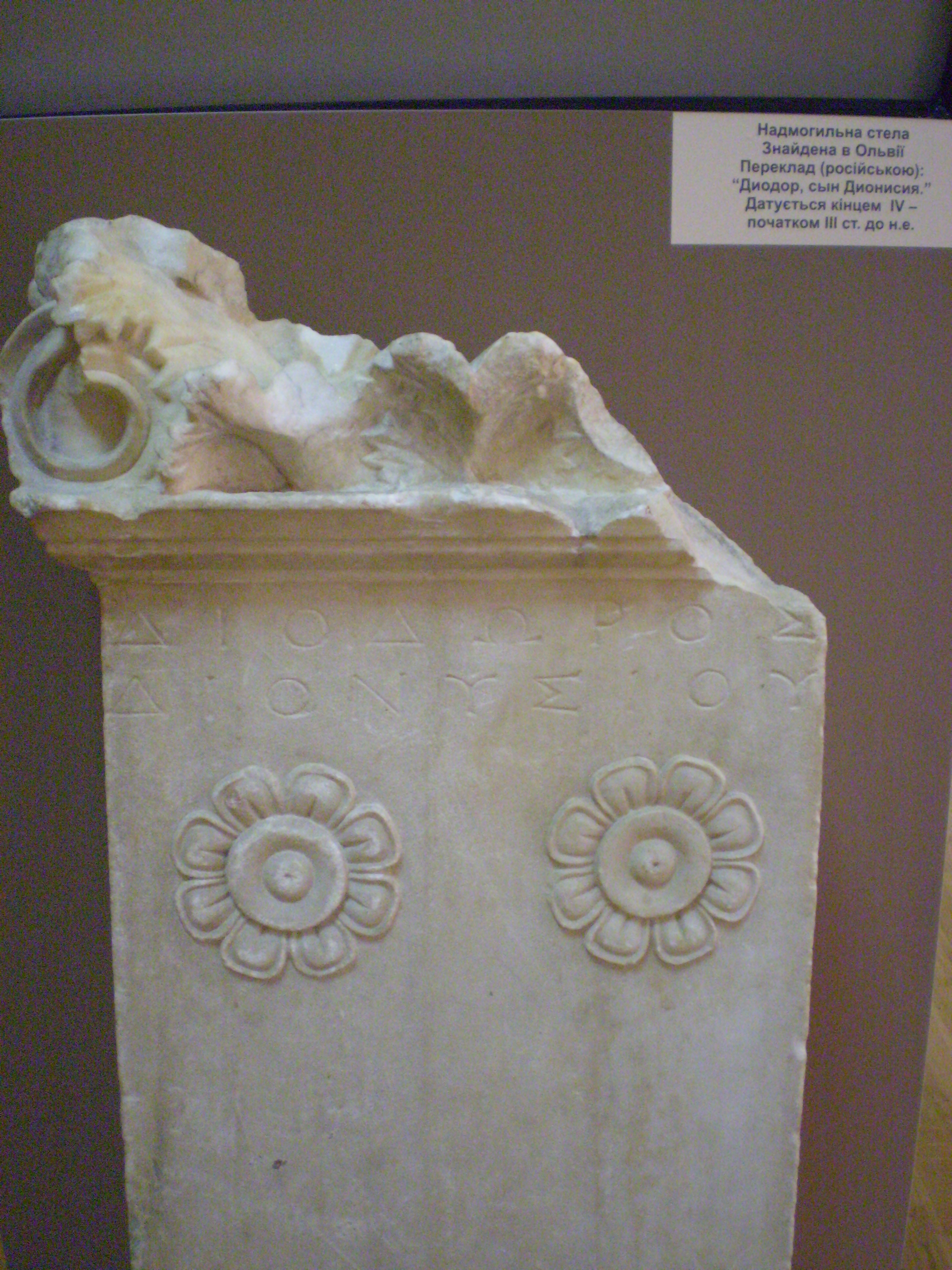
Уламок давньогрецького надгроба з Ольвії, Миколаївський обласний краєзнавчий музей. Напис «Діодор, син Діонісія», 4 ст. до н. е.
- Скульптура поблизу музеюСкульптура поблизу музею
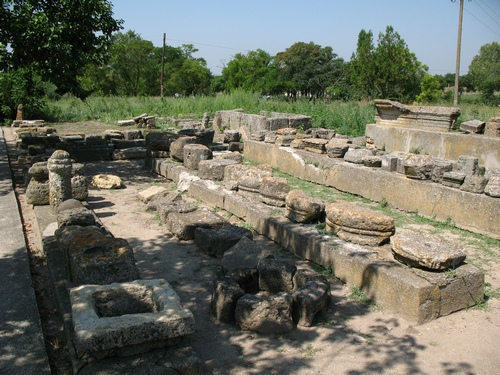
Залишки колон

## Питання про театр у Ольвії
Достеменних знахідок, котрі б доводили про існування у давньогрецькому місті власного театра, на початок 21 ст. не знайдено. Але дотично про існування театра можна говорити. Так, кожне давньогрецьке велике місто мало театр (у третьому столітті до н. е. Ольвія мала близько 20 000 мешканців). Є й перша ластівка — археологами знайдений уламок поліхромної театральної маски. Її неможливо вважати сувеніром, привезеним здалеку прихильником театрального мистецтва. Можливо, кам'яна й важка театральна споруда була розташована на узбережжі міста і згодом при зсуві вологих ґрунтів скинута в лиман. Адже ми маємо зараз зовсім іншу берегову лінію, ніж ольвіополіти у 5—3 століттях до н. е.
Дотично про знайомство з театром можна говорити і в городищі Гермонаса, неподалік міста Керч. Там теж поки що не знайдено решток театральної споруди, але про театр знали. У Гермонасі при розкопках була знайдена голівка від кам'яної скульптури актора в ролі ментора або педагога.
Рештки давньогрецького театра знайдені в Криму лише у Херсонесі. Під час побудови Севастополя російський уряд дозволив переселенцям забирати готові кам'яні брили з розкопаного міста. Їх використовували як будівельний матеріал, а рештки каменів перепалювали на вапно. Тому сучасні рештки міста Херсонес справляють враження бідних і понівечених, серед понівечених споруд і давньогрецький театр, котрий був нікому не потрібний ні в добу середньовіччя, ні в добу Російської імперії.

## Реставраційні роботи
На території Національного історико-археологічного заповідника «Ольвія» НАН України зберігається значна кількість, виявлених протягом понад століття, різноманітних об'єктів, які мають історико-археологічну й культурну цінність та становлять частину національного надбання. Усі вони становлять експозицію просто неба, музеєфікація якої зараз є невіддільною частиною науково-дослідної роботи заповідника. Такі роботи проводяться з кінця 1950-х рр.
Консерваційні заходи на території городища здійснюються відповідно до кількох пов'язаних між собою напрямків. Конкретна стратегія проведення консерваційно-реставраційних заходів на базі НІАЗ «Ольвія» вже отримала наукове обґрунтування та була реалізована на конкретних прикладах.
До теперішнього часу із загальної території міста збереглася площа 30 га, з якої розкопано близько 5 га. 
Частина відкритих об'єктів, що пережила декілька воєнних лихоліть та руйнувань, була частково відновлена в 1960-ті роки за допомогою контрфорсів із каменю та цементного облицювання, які підтримували мурування, що випиралося під тиском маси ґрунту й першим втрачало свою експозиційну привабливість. Досвід його поступової заміни шляхом повного або часткового перемуровування стін на основі нового, спеціально приготованого розчину та макетування в натуральний розмір зруйнованих залишків або тих, у конструкції яких був відсутній камінь, виявився цілком позитивним. Роботи виконувались під керівництвом Бєляєва О. С., Кудренко А. І. Окрім того, мурування піднімалося на певну висоту (проте не вище від максимально збереженого на момент розкопок), відновлювалися дверні коробки, вікна в підвальних приміщеннях, докладалися розбиті або втрачені фрагменти вимощення, обрамлення цистерн у подвір'ях, сходи в підвальних приміщеннях. У роботах використано автентичний оброблений камінь, що походить із розкопок (часто — той, що випав із стін), без застосування сучасного матеріалу, який дисонував би у фасадах мурування. Таким чином законсервували низку об'єктів і будівельних комплексів, яким повернуто початковий вигляд, зафіксований на момент розкопок.
Практичним досвідом установлено, що в умовах під відкритим небом подібні роботи слід повторювати з періодичністю до 25 років.
Окрім відновлення фундаментних рядів мурування, які хоча й частково, але все ж таки збереглися, роботи з консервації велися і на будівлях, які повністю втратили кам'яне мурування. Так, якщо на кінець 1970-х рр. для відтворення плану таких споруд використовували повномасштабні макети фундаментів із сучасних матеріалів (храми Аполлона Дельфінія й Зевса, а також Велика стоя на Східному теменосі), то під час музеєфікації храму Аполлона Лікаря на Західному теменосі застосовано інший метод. Стародавні вибірки кам'яного мурування засипано відпрацьованими керамічними фрагментами так, щоб повністю відтворити план храму. Щорічно ділянка теменосу підновлюється саме в такому вигляді й це не потребує додаткових фінансових або фізичних витрат.
Окремо слід згадати реставрацію крепіди навколо кургану зі склепом Єврисивія та Арети ІІ ст. н. е. Археологічне обґрунтування цієї реконструкції належить члену-кореспонденту НАН України, доктору архітектури Сергію Крижицькому. Реставраційним роботам за спеціально розробленим проєктом передували додаткові археологічні дослідження по трасі крепіди з метою виявлення стародавніх фундаментів та вивчення їхнього стану, а також наукове обґрунтування доцільності проведення таких робіт із включенням збережених автентичних каменів крепіди до реконструйованого мурування. Відтворений комплекс кургану включав крепіду, частково відновлений земляний насип та вхід із сучасних матеріалів. Зараз він є однією з візитівок НІАЗ «Ольвія» та становить невіддільну частину його історичного ландшафту.
До іншого напрямку діяльності належать консерваційні роботи із залученням наукового штату Ольвійської експедиції, оскільки проводилися безпосередньо під час щорічних польових сезонів. Ідеться про консервацію археологічних та будівельних об'єктів, передусім різного роду земляних заглиблень та ям, відпрацьованим ґрунтом по закінченню розкопок. Залишати такі споруди для експозиції не рекомендовано. Саме тому вони засипаються відпрацьованим ґрунтом після їхньої фіксації, а через рік — остаточно нівелюються внаслідок осідання в зимовий період. Таким чином досягається консервація будівельних решток у поєднанні з музеєфікацією пріоритетних об'єктів. На жаль, сучасними методами консервації не вдається зберегти такі монументальні земляні споруди, як підземні склепи ольвійського міського некрополя, які б становили досить ефектну частину експозиції. Зараз усі вони після відкриття та фіксації також засипаються відпрацьованим ґрунтом.
Ще одна нагальна проблема, з якою в Ольвії зустрічаються фахівці мало не щорічно: це питання як зберегти споруди чи їхні частини, побудовані з глини (сирцевої цегли) або т. зв. шарові конструкції з лесу та золи, що заміняли кам'яні фундаменти. Вони є унікальними об'єктами для вивчення стародавньої архітектури та будівельної справи півдня сучасної України. Багаторічні намагання їх законсервувати для подальшого експонування, на жаль, були безуспішними та довели, що на сьогодні найкращим способом їхнього збереження є повне засипання ґрунтом, оскільки нищівне руйнування, як наслідок впливу атмосферних опадів, зупинити або локалізувати поки не вдається.
Комплекс споруд північного оборонного муру римської цитаделі був досліджений у першій чверті ХХ ст. і викликає значний історико-культурний інтерес. Підготовкою обґрунтування музеєфікації архітектурно-археологічного об'єкту на прикладі вхідної частини Ольвійської цитаделі займався Сергій Крижицький. За декілька років тут прибрано масиви відпрацьованого ґрунту, що сплив у розкопи, повторно розчищено частину ворітного проїзду, уточнено план будівельного комплексу так звані «казарми», яку було прибудовано до стіни, та законсервовано її фундаменти. Окрім того, виявилося, що для подальшої консервації унікального оборонного комплексу необхідно продовжити дослідження куртини на захід від воріт по трасі новітньої вибірки каменю.
Зважаючи на сучасний стан нерухомих пам'яток у центральній частині заповідника «Ольвія», вирішено залучити до консерваційних заходів споруду, розкопану в 1946—1949 рр. та в 1950—1959 рр., — Східний торговельний ряд. Практично від усіх приміщень збереглися лише нижні рівні фундаментів. За роки, що минули від часу розкопок, практично до нижнього ряду було зруйноване мурування багатьох приміщень, подекуди зникло мурування поперечних стін, а загальний незадовільний стан об'єкта доповнила маса землі, яка напливла з високих бортів розкопу до приміщення та на залишки мурування.
Тому заходи для консервації й часткової реставрації мурування приміщень Східного торговельного ряду проводилися відповідно до методики, що застосовується впродовж останніх двадцяти років проведення подібних робіт на території Ольвії та добре зарекомендувала себе в місцевих умовах. За основу взяли метод сухого мурування з додатковою (механічною) обробкою чолової поверхні, щоб підігнати камені та забутувати дрібним бутом внутрішню частину мурування, використовуючи сучасний розчин. Роботи проводились під керівництвом Біляєв О. С. Ураховано також методичні рекомендації щодо відтворення автентичного планування найранішого будівельного періоду, який становить найбільший інтерес з погляду втілення первинного задуму архітектора, для правильного бачення не лише конкретної споруди, а й будівельного ансамблю. У результаті впродовж двох років музеєфікували чотири приміщення.
Роботи почали проводити з південного приміщення, в якому від мурування in situ лишилося декілька каменів. У результаті було відтворено по два-три ряди мурування в усіх чотирьох стінах, внутрішнє забутовування покладено на розчині, збережено автентичну частину східної стіни. У другому південному приміщенні збережене мурування виведено на одну висоту, практично повністю відновлено східну стіну, від якої збереглося декілька каменів. Докладено два ряди східної стіни, розчином закріплено забутівне каміння та тильну сторону, які утримують масив ґрунту. У третьому південному приміщенні було частково поновлено два ряди східного та західного мурування, у північній стіні доповнено чотири ряди. У четвертому приміщенні частково зберігся нижній ряд східної стіни, наявні значні втрати мурування західної стіни, у південній стіні зруйновані верхні ряди. Тому в східній стіні було викладено й закріплено розчином три ряди каменів із забутовуванням тильної сторони. У північній і південній стінах доповнено один-два ряди фасадів.
Після закінчення робіт вирішили частково прибрати напливи ґрунту з бортів, а місце їхнього примикання до кладок подекуди обкласти плитами для запобігання подальшим напливам. У результаті об'єкт набув цілком експозиційного вигляду.

## Експозиція музею
Під час багаторічних розкопок у Ольвії виявлено велику кількість високохудожніх творів мистецтва, які прикрашають вітрини багатьох музеїв світу: Петербурзького Ермітажу, Одеського археологічного музею, Київського національного історичного музею, Британського музею у Лондоні, Паризького Лувру, Берлінського музею та інших. Унікальна колекція античних пам'яток представлена і в музеї заповідника Ольвії.

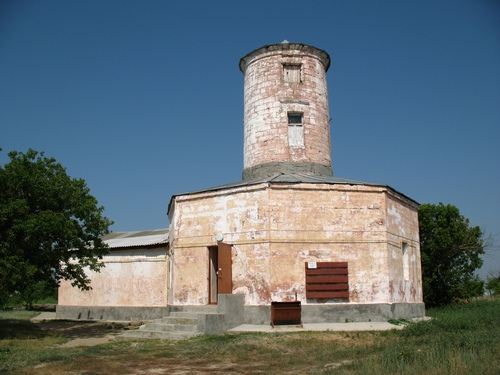
У цій будівлі розташовується музей міста Ольвії
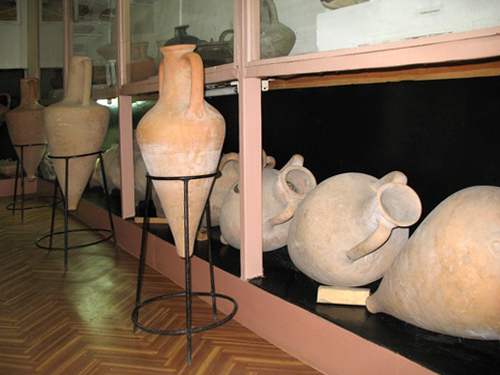
В амфорах, форма яких дуже зручна для перевезення на кораблях, стародавні греки перевозили вина, оливкову олію тощо.
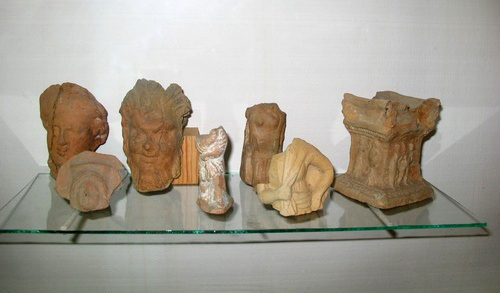
Теракотові фігурки. Теракоти — вироби із особливих сортів обпаленої неглазурованої глини.
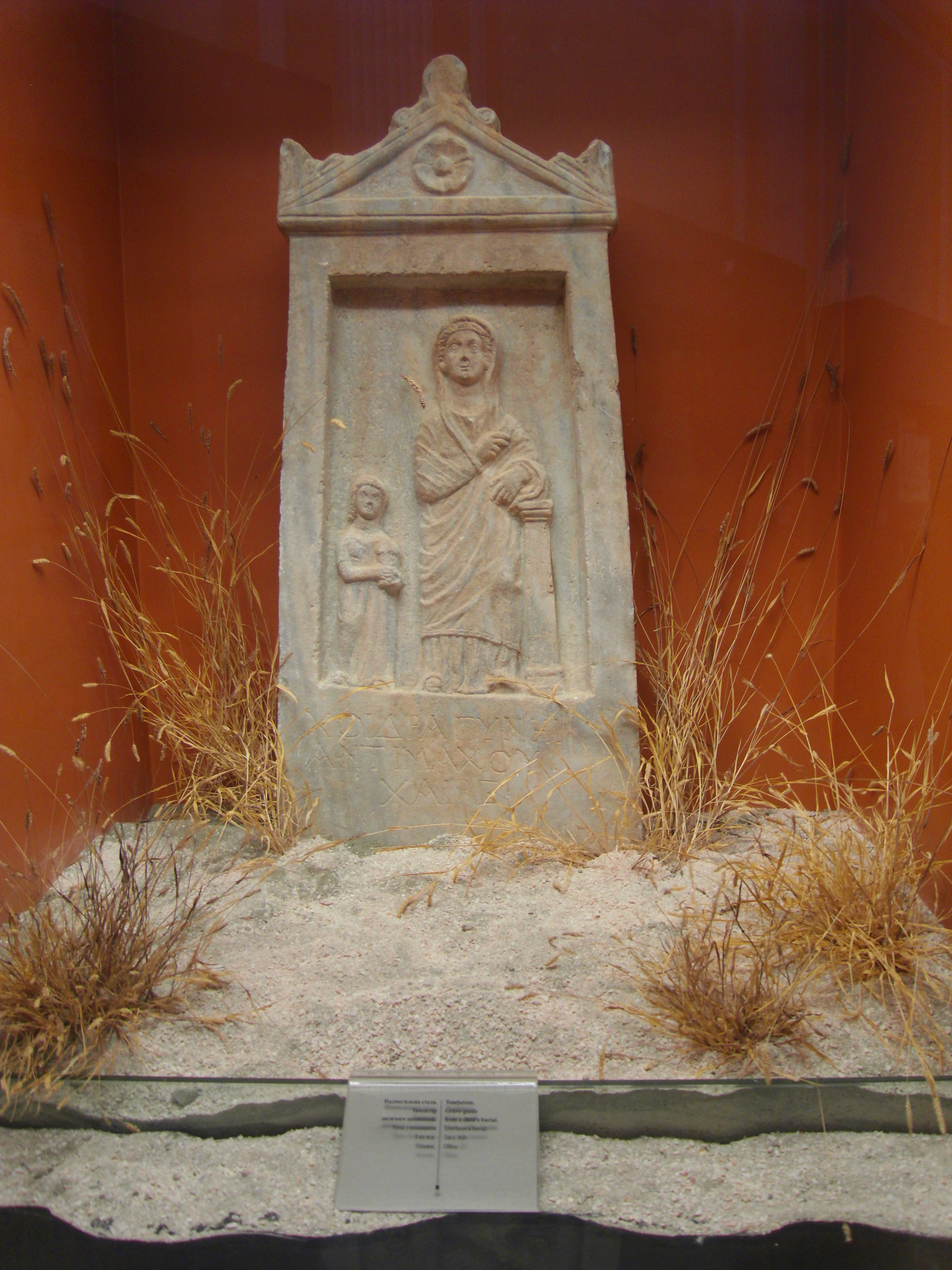
Надгробок з Ольвії в експозиції Одеського археологічного музею.